# Yüksekova

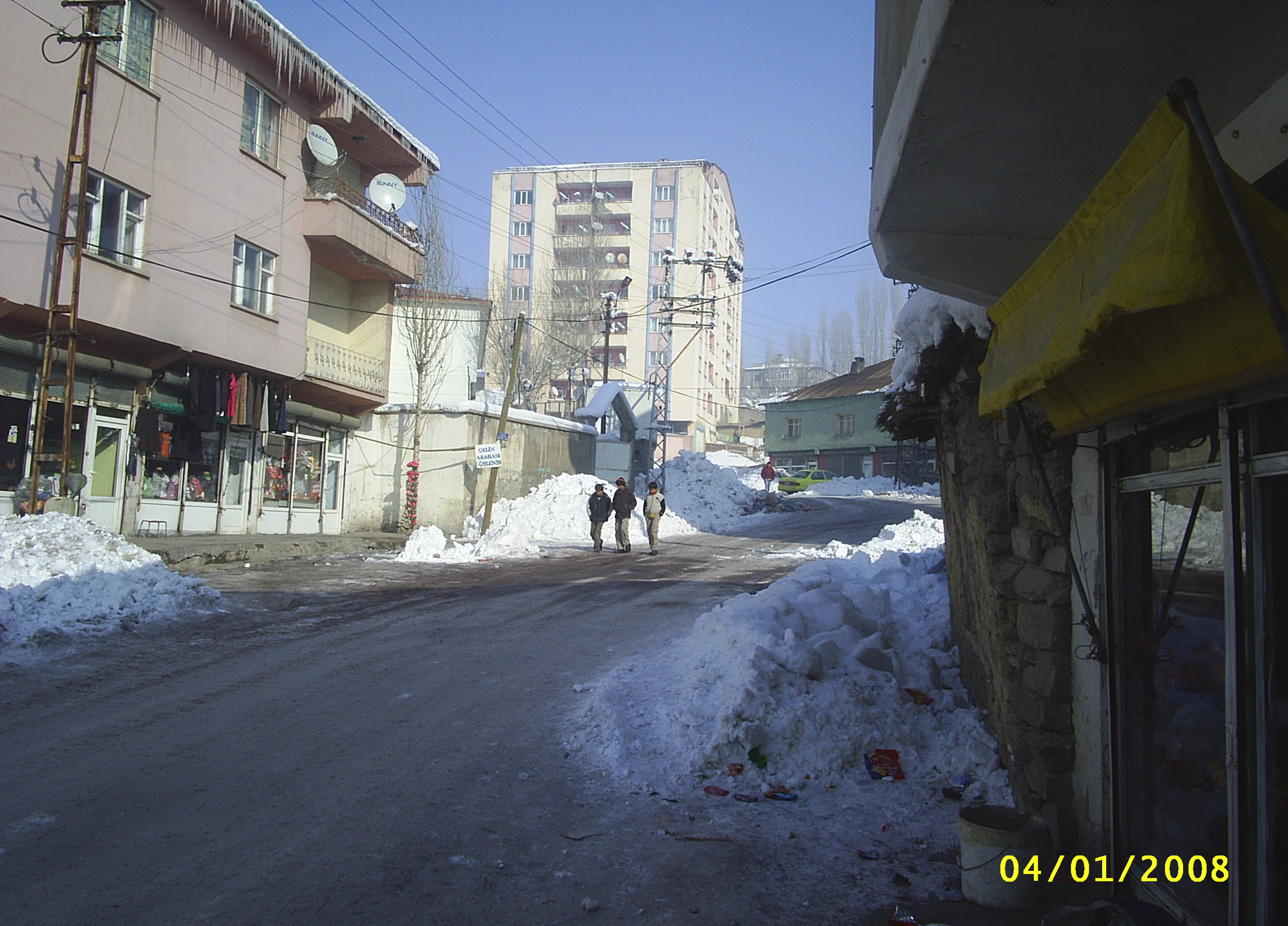
Yüksekova im Winter

Yüksekova (syrisch-aramäisch ܓܒܼܪ Gawar, Alternativschreibweise ܓܵܒܼܵܪ; kurdisch Gever) ist eine Stadt und ein Landkreis der türkischen Provinz Hakkâri im Südosten der Türkei. Im Jahre 1934 erhielt das damalige Gever den Status einer Belediye. Die Umbenennung zu Yüksekova erfolgte zwei Jahre später. Die Stadt ist die größte der Provinz und beherbergt fast zwei Drittel der Kreisbevölkerung (2020: 59,97 %).
Der Landkreis grenzt im Norden an die Provinz Van und im Westen an den zentralen Landkreis (Merkez) und den Kreis Çukurca. Im Osten bildet Iran und im Süden der Irak die Landesgrenze. Yüksekova bedeutet „Hochebene“ und liegt auf knapp 2000 m Höhe. Die Ausdehnung der Hochebene beträgt 15 mal 40 km. Die Winter sind lang und hart und trotz fruchtbarer Böden sind die landwirtschaftlichen Erträge wegen der niedrigen Temperaturen gering.
Die Geschichte der Region reicht bis in die Zeit der Urartäer (9.–7. Jahrhundert v. Chr.) zurück.
Neben der Kreisstadt besteht der Landkreis noch aus zwei Gemeinden (Belediye): Büyükçiftlik (3452) und Esendere (3340). Des Weiteren gehören zum Kreis noch 59 Dörfer (Köy) mit durchschnittlich 696 Bewohnern. 15 Dörfer haben mehr als 1000 Einwohner – İnanlı (2412), Kısıklı (1374), Vezirli (1348) und Akpınar (1306 Einw.) sind davon die größten.
Der Flughafen Hakkari-Yüksekova Selahaddin Eyyubi bietet Flugverbindungen in den westlichen Teil der Türkei. Auch die Bewohner grenznaher Gebiete im Iran, wie etwa aus Urmia, nutzen den Flughafen auf dem Weg nach Istanbul oder Europa.

## Ausgangssperren
Am 20. November 2015 wurde eine Ausgangssperre verhängt, die nach 3 Tagen am 23. November 2015 aufgehoben wurde.
Am 13. März 2016 wurde in Yüksekova eine weitere Ausgangssperre verhängt, die nach 78 Tagen zum Teil aufgehoben wurde. Ab dem 30. Mai 2016 durften die Bürger von Yüksekova von 6.00 Uhr früh bis 20.00 Abends wieder aus dem Haus.

## Politik
Bei den Kommunalwahlen 2014 wurden Ruken Yetişkin und Tacettin Safalı von der BDP zu Co-Bürgermeistern gewählt. Ruken Yetişkin und Tacettin Safalı wurden am 15. Oktober 2015 suspendiert. Darauf wurden Adile Kozay und Hüsnü Beşer zu stellvertretenden Co-Bürgermeister ernannt. Hüsnü Beşer wurde am 15. April 2016 verhaftet, Kozay am 9. Dezember 2016. Am 19. Dezember wurde der stellvertretende Gouverneur für Hakkari von der Regierung in Ankara zum Zwangsverwalter ernannt.
Resultate der Parlamentswahlen im Juni 2015:
HDP (% 94,0), AKP (% 3,4), MHP (% 1,5), CHP (% 0,6)
Resultate der Parlamentswahlen im November 2015
HDP (% 93,7), AKP (% 4.2), CHP (% 0.7), MHP (% 0.8)